# Tramadol
Tramadol er et smertestillende lægemiddel af opioidtypen og anvendes til behandling af moderate til stærke smerter. Stoffet binder ligesom de andre opioider til µ-opioid-receptoren, omend i svagere grad end de stærke opioider som morfin. Tramadol øger desuden frigivelsen af serotonin og hæmmer genoptagelsen af noradrenalin. Tramadol blev først markedsført som Tramal i 1977 af lægemiddelvirksomheden Grünenthal. Lægemidlet har været på det danske marked siden 1990'erne.
I Sverige har tramadol siden 1. december 2007 været kategoriseret som et narkotikum, men det er endnu ikke omfattet af internationale konventioner.

## Kritik
Som andre typer stærke smertestillende præparater kan Tramadol være afhængighedsskabende.
DR sendte i 2017 tv-programmet Morfinpillens skyggeside, hvor det blev fremført at stoffet tramadol er blevet fejlagtigt markedsført som minimalt vanedannende. Som en konsekvens af debatten skærpede Lægemiddelstyrelsen indberetningspligten for tramadol.
Et amerikansk studie sammenlignede i 2019 tilbøjeligheden til at blive langtidsbruger blandt de patienter, som fik tramadol for deres smerter efter operationer, med dem, som blev behandlet med andre typer morfika. Forfatterne konkluderede, at risikoen for langtidsbrug er 6% højere for patienter, der tager tramadol sammenlignet med patienter behandlet med andre opioider.